# Cédric Bakambu
Cédric Bakambu (født 11. april 1991) er en fransk-congolesisk professionel fodboldspiller, som spiller for La Liga-klubben Real Betis og DR Congos landshold.

## Spillerkarriere

### Sochaux
Bakambu begyndte sin karriere hos Sochaux, hvor han gjorde sin professionelle debut den 7. august 2010 i en Ligue 1-kamp imod Arles-Avignon.

### Bursaspor
Bakambu skiftede i september 2014 til tyrkiske Bursaspor.

### Villarreal
Bakambu imponerede i sin ene sæson i Tyrkiet, og skiftede herefter i august 2015 til Villarreal.

### Beijing Guoan
Bakambu skiftede i februar 2018 til kinesiske Beijing Guoan. Aftalen gjorde Bakambu til den hidtil dyreste afrikanske spiller nogensinde, en rekord som dog er blevet overgået siden.

### Marseille
Bakambu vendte i januar 2022 hjem til sit fødeland, da han skiftede til Olympique de Marseille.

### Olympiakos
Bakambu skiftede i september 2022 til Olympiakos.

### Galatasaray
Det blev i juni 2023 annonceret, at Bakambu skiftede til den emiratiske klub Al-Nasr, men efter kun en måned i klubben og uden at spille en eneste kamp, skiftede han i juli til Galatasaray. Han scorede sit første Champions League-mål den 8. november 2023 i et 2-1 nederlag til Bayern München.

### Real Betis
Bakambu skiftede i februar 2024 til Real Betis.

## Landsholdskarriere

### Frankrig
Bakambu har repræsenteret Frankrig på flere ungdomsniveauer.

### DR Congo
Bakambu annoncerede i marts 2015 at han ville skifte til at repræsenterer DR Congo på landsholdsniveau. Han gjorde sin debut for DR Congos landshold den 9. juni 2015. Bakambu var del af DR Congos trupper til Africa Cup of Nations i 2017, 2019 og 2023.

## Titler
Beijing Guoan
- Kinesiske FA Cup: 1 (2018)

Frankrig U/19
- U/19 Europamesterskabet: 1 (2010)

Individuelle
- U/19 Europamesterskabet Turneringens hold: 1 (2010)
- UEFA Europa League Sæsonens hold: 1 (2015–16)
- Chinese Super League Top scorer: 1 (2020)
- Grækenlands Super League Sæsonens hold: 1 (2022-23)